# Staurastrum maamense
Staurastrum maamense là một loài Song tinh tảo trong họ Desmidiaceae, thuộc chi Staurastrum.